# Rhynchospora velloziiformis
Rhynchospora velloziiformis är en halvgräsart som beskrevs av Tetsuo Michael Koyama. Rhynchospora velloziiformis ingår i släktet småag, och familjen halvgräs. Inga underarter finns listade i Catalogue of Life.